# UTC−01:00
Giờ UTC−1 được dùng cho:
- Cape Verde
- GreenlandKalaallit Nunaat

|  | UTC-01:00 | Giờ Cabo Verde (Đảo của Cabo Verde nằm ở phía Tây của Châu Phi.)     |
|  | UTC±00:00 | Giờ Tây Âu · Giờ Quốc tế                                             |
|  | UTC+01:00 | Giờ chuẩn Trung Âu · Giờ Tây Phi · Giờ mùa hè Tây Âu.                |
|  | UTC+02:00 | Giờ Trung Phi · Giờ Đông Âu · Giờ chuẩn Nam Phi · Giờ mùa hè Tây Phi |
|  | UTC+03:00 | Giờ Đông Phi                                                         |
|  | UTC+04:00 | Giờ Mauritius · Giờ Seychelles                                       |

- - miền đông
    - Ittoqqortoormiit và vùng xung quanh* (theo quy định giờ tiết kiệm ánh sáng ngày của Liên minh châu Âu)
- Bồ Đào Nha
  - Açores*